# Karang Paiton
Karang Paiton is een bestuurslaag in het regentschap Jember van de provincie Oost-Java, Indonesië. Karang Paiton telt 2179 inwoners (volkstelling 2010).